# Endiandra elaeocarpa
Endiandra elaeocarpa är en lagerväxtart som beskrevs av John Wynn Gillespie. Endiandra elaeocarpa ingår i släktet Endiandra och familjen lagerväxter. Inga underarter finns listade i Catalogue of Life.